# Slezenovke
Slezenovke (znanstveno ime Malvaceae) so družina rastlin iz rodu slezenovcev. Slezenovke so razširjene po vsem svetu. Zajemajo 9 poddružin, 243 redov in skupno 4225 vrst.

## Razširjenost
Pomembne so zlasti v tropskih in subtropskih krajih.

## Opis
Med slezenovkami so drevesa, grmi, večina pa je zelnatih rastlin. Navadno so z veliki lepimi cvetovi, na katerih se jasno vidijo znamenja družine: številni prašniki, ki so jim prašne niti med seboj zrasle zelo visoko, tako da so prašnice nagnetene kot na vrhu stebriča, ter pet prostih čašnih in venčnih listov. So močno dlakave ali luskaste.

### Listi in steblo
Listi so celi ali deljeni, s prilisti. Razvrščeni so spiralasto.

### Cvet
Cvetovi slezenovk so veliki, dvospolni, zvezdaste oblike. So praviloma petštevni - sestavljeni so iz petih obarvanih cvetnih listov, petih zelenih venčnih listov ter številnih prašnikov, ki obkrožajo pestič. Plodnica je nadrasla.

### Plod in seme
Plod je glavica ali pa razpade na posamezne plodiče (člene).

## Sistematika

### Poddružine in pomembnejši rodovi
V oklepaju je podano število vrst v rodu.
- Bombacoideae, z 120 vrstami v 16 rodovih.

- Brownlowioideae, z 68 vrstami v 8 rodovih.

- Byttnerioideae, z 650 vrstami v 26 rodovih.
  - Ayenia (70),
  - Byttneria (135),
  - Hermannia (100),
  - Melochia (55),
  - Theobroma (20).

- Dombeyoideae, z 381 vrstami v 21 rodovih;
  - Dombeya (225),
  - Melhania (60),
  - Trochetia (6).

- Grewioideae, z 770 vrstami v 25 rodovih;
  - Corchorus (40 do 100), jutovec
  - Grewia (290),
  - Microcos (60),
  - Triumfetta (150).

- Helicteroideae, z 95 vrstami v 8 do 10 rodovih;
  - Durio (27),
  - Helicteres (40).

- Malvoideae, z 1670 vrstami v 78 rodovih;
  - Abutilon (100), oslezovec, baržunasti slez ali sobni javor
  - Althaea, slez, ajbiš ali rožlin
  - Cristaria (75),
  - Gossypium (40), bombaževec
  - Hibiscus (300), oslez
  - Malva, slezenovec
  - Sida (200),
  - Nototriche (100),
  - Pavonia (150).

- Sterculioideae, z 430 vrstami v 12 rodovih.

- Tilioideae, z 50 vrstami v treh rodovih.
  - Craigia
  - Mortoniodendron
  - Tilia (23), lipa ; najpomembnejši rod v poddružini.